# Pampatheriidae
Famille
Les Pampathériidés (bêtes de la pampa) sont une famille éteinte de grands tatous blindés et plantigrades du super-ordre des Xenarthres. Ils sont liés aux Glyptodontidés, une autre famille éteinte de Xenarthres plus grands et plus caparaçonnés, ainsi qu’aux Dasypodidés, la seule famille survivante de tatous. Les Pampathériidés vivaient en Amérique du Sud pendant la longue période d’isolement du Cénozoïque. Holmesina s’est étendu en Amérique du Nord après la formation de l’isthme de Panama. Ils ont finalement disparu sur les deux continents lors de l’extinction du Pléistocène supérieur, il y a environ 12 000 ans.
On estime que les Pampathères ont pu atteindre un poids de 200 kg. Comme les tatous à trois bandes, et à la différence des glyptodons, trois bandes d'écailles latérales mobiles apportent une certaine flexibilité à leur carapace blindée. Chacun des ostéodermes (plaques osseuses de la peau composant l'armure) des pampathères était recouvert d'une seule écaille de kératine, contrairement aux ostéodermes des tatous qui ont plus d'une écaille.
Une étude biomécanique des mâchoires des Pampathères montre que leurs muscles masticatoires étaient plus puissants que ceux des tatous et mieux adaptés pour des mouvements latéraux, ce qui permet de conclure que leur nourriture était composée essentiellement de végétation coriace. On pense qu'ils devaient être herbivores à l'origine, contrairement aux tatous qui sont omnivores ou insectivores. Les différences entre les espèces dans la capacité à broyer une végétation coriace sont liées à l'aridité de leur habitat ; de telles adaptations sont plus prononcées chez Pampatherium typum, qui vivait dans les Pampas arides, que chez Holmesina occidentalis qui fréquentait des plaines humides.

## Liste des genres
- †Holmesina
- †Kraglievichia
- †Machlydotherium
- †Pampatherium
- †Plaina
- †Scirrotherium
- †Vassallia

## Référence
- Paula Couto, 1954 : Sôbre um gliptodonte do Uruguay e um tatu fóssil do Brasil. Divisão de Geologia e Mineralogía, Notas preliminares e Estudos, vol. 80, p. 1–10.